# David Sauerland
David Sauerland (* 28. Juni 1997 in Münster) ist ein deutscher Fußballspieler.

## Karriere
Der gebürtige Münsteraner begann mit dem Fußballspielen beim 1. FC Gievenbeck im gleichnamigen Stadtteil. Über die Jugendmannschaften von Preußen Münster und Borussia Dortmund kam er zur Drittligasaison 2018/19 zur ersten Mannschaft von Eintracht Braunschweig.
Sein Debüt als Profi gab er am dritten Spieltag im heimischen Stadion beim 1:1 gegen den FSV Zwickau, wo er in der Startelf stand. Nach einem Jahr in Braunschweig und dem Klassenerhalt mit der Mannschaft wechselte er zum Regionalligisten Rot-Weiss Essen. In der Regionalliga West absolvierte Sauerland daraufhin drei Spielzeiten bei Rot-Weiß-Essen. Insgesamt kam er lediglich auf 25 Einsätze in der Liga und sechs Partien im Niederrheinpokal, da er unter anderem einen Kreuzbandriss erlitt. Im Juni 2022 wurde bekannt, dass Sauerland sich zur Spielzeit 2022/23 Alemannia Aachen angeschlossen hat. Hier erzielte er sein erstes Regionalligator am 29. Spieltag gegen den SV Straelen (Endergebnis: Alemannia Aachen 2:1 SV Straelen). Nach nur einem Jahr bei Alemania Aachen wechselte er mit kurzer zeit ohne Verein zu Preußen Münster II.

## Erfolge
- Borussia Dortmund
  - B-Junioren-Meister: 2014
  - A-Junioren-Meister: 2016
- Rot-Weiss Essen 
  - Niederrheinpokal-Sieger: 2020
  - Fußball-Regionalliga West-Meister und Aufstieg in die 3. Fußball-Liga: 2022